# Светски дан заштите животне средине
Светски дан заштите животне средине (или околине) је дан који се обележава у целом свету сваког 5. јуна кроз разне активности и кампање, са циљем да се скрене пажња јавности на бројне еколошке проблеме и потребу очувања животне средине.

## Историјат
Датум 5. јуни је одредила Генерална скупштина УН јер се тог дана одржала Конференција о заштити животне средине у Стокхолму 1972. године. На конференцији се окупило 113 држава, које су приредиле заједничку изјаву о потреби међународне сарадње у циљу заштите животне средине. Програм заштите је назван УНЕП. Предлог да се прославља 5. јуни је дала делегација Југославије и према неким изворима, ово је постао централни догађај Уједињених нација.

## Активности
У свету се на овај дан покрећу бројне активности у које је укључена јавност, а које пропагирају одговорни однос према окружењу. У поменуте активности се једнако укључује и владин и невладин сектор. При томе, сваке године за главно место прославе се бира други град. Влада земље која је домаћин или град домаћин у сарадњи са УНЕП-ом одређују тему догађаја. Осим теме, бирају се и слоган и лого који ће бити фокус свих информативних материјала и промотивних активности у вези са овим даном. Пример је акција коју је 2011. године покренула Индија, светски домаћин те године, а под називом „Шуме: Природа у твојој служби“. Као и сваке године, планирано је више активности; радионица за преко стотину новинара, седница са темом о „зеленој“ економији, организација маратона, једнодневна конференција за жене руководиоце итд.